# Japeth Aguilar
Japeth Paul C. Aguilar (Sasmuan, 25 gennaio 1987) è un cestista filippino.

## Carriera
Con le Filippine ha disputato tre edizioni dei Campionati mondiali (2014, 2019, 2023) e quattro dei Campionati asiatici (2009, 2011, 2013, 2017).